# Grotte de la Glacière (Doubs)
La grotte de la Glacière, aussi appelée grotte de la Grâce-Dieu, est un gouffre allongé situé dans la commune de Chaux-lès-Passavant, dans le Doubs (France). Elle a longtemps constitué la glacière naturelle la plus basse d'Europe.

## Description
L’entrée de la grotte se trouve à 525 mètres d'altitude et la cavité s'enfonce obliquement vers le sud dans les calcaires horizontaux du Jurassique moyen pour atteindre une salle située 60 mètres plus bas. Autrefois, cette salle était occupée par un gros bloc de stalagmite de glace. En effet, l'orientation de l'entrée vers le nord permet à l'air froid, la bise, de rentrer dans la grotte et, grâce à sa densité plus forte que l'air chaud, de rester piégé au fond. La température avoisine aujourd'hui les 5 degrés Celsius.

## Géologie
La formation de cette grotte est liée à la présence d'une vallée sèche en amont qui se terminait par une perte. L'abaissement du niveau a entraîné l'effondrement de la galerie et l'agrandissement de la salle par recul des parois.

## Historique
Du XVIe siècle au XIXe siècle, on a exploité la glace qui s'accumulait l'hiver au fond de la grotte. À cette époque, la glace est essentiellement utilisée par les hôpitaux pour son pouvoir anesthésiant afin d'endormir les zones à opérer.
Jusqu'à 1725, l'extraction de la glace était libre, quand le propriétaire des lieux (Coste), souhaita la faire payer, mais Charles de la Neuville, l'intendant du Comté de Bourgogne, décréta que les habitants pouvaient continuer à bénéficier de la glace comme précédemment, ce qu'ils firent jusqu'à épuisement de la glacière. Le successeur de Neuville construisit un mur devant l'entrée de la caverne, ce qui fit réapparaître la glace et permis à nouveau l'exploitation, confiée aux moines de l'abbaye de la Grâce-Dieu. La glace était débitée en blocs, extraite à dos d'homme puis au moyen d'un treuil. Une trop grande extraction et des hivers plus doux, firent à nouveau diminuer le stock. Les religieux furent contraints de déposer, en hiver, de la glace provenant des rivières et des étangs voisins. Des amoncellements de fagots allongèrent le trajet de l'eau tombant de la voûte et ainsi permirent une meilleure formation de glace. Jusqu'à 190 tonnes seront extraites les meilleures années.
Avec le changement climatique, la glace a totalement disparu depuis 2005.

## Coutume
Pendant plusieurs décennies, les habitants du proche village de Vellerot, furent obligés d'apporter chaque année, le 3 août à Besançon, pour la messe de l'Invention des reliques de Saint-Étienne, un morceau de glace de 5 à 6 livres extrait de la glacière. Il se disait que cette offrande avait été instituée en réparation de l'assassinat d'un chanoine par des habitants du village. En 1554 Vellerot fut condamné par les autorités religieuses à une amende de 20 livres pour avoir négligé pendant 2 ans l'accomplissement de ce devoir.

## Galerie

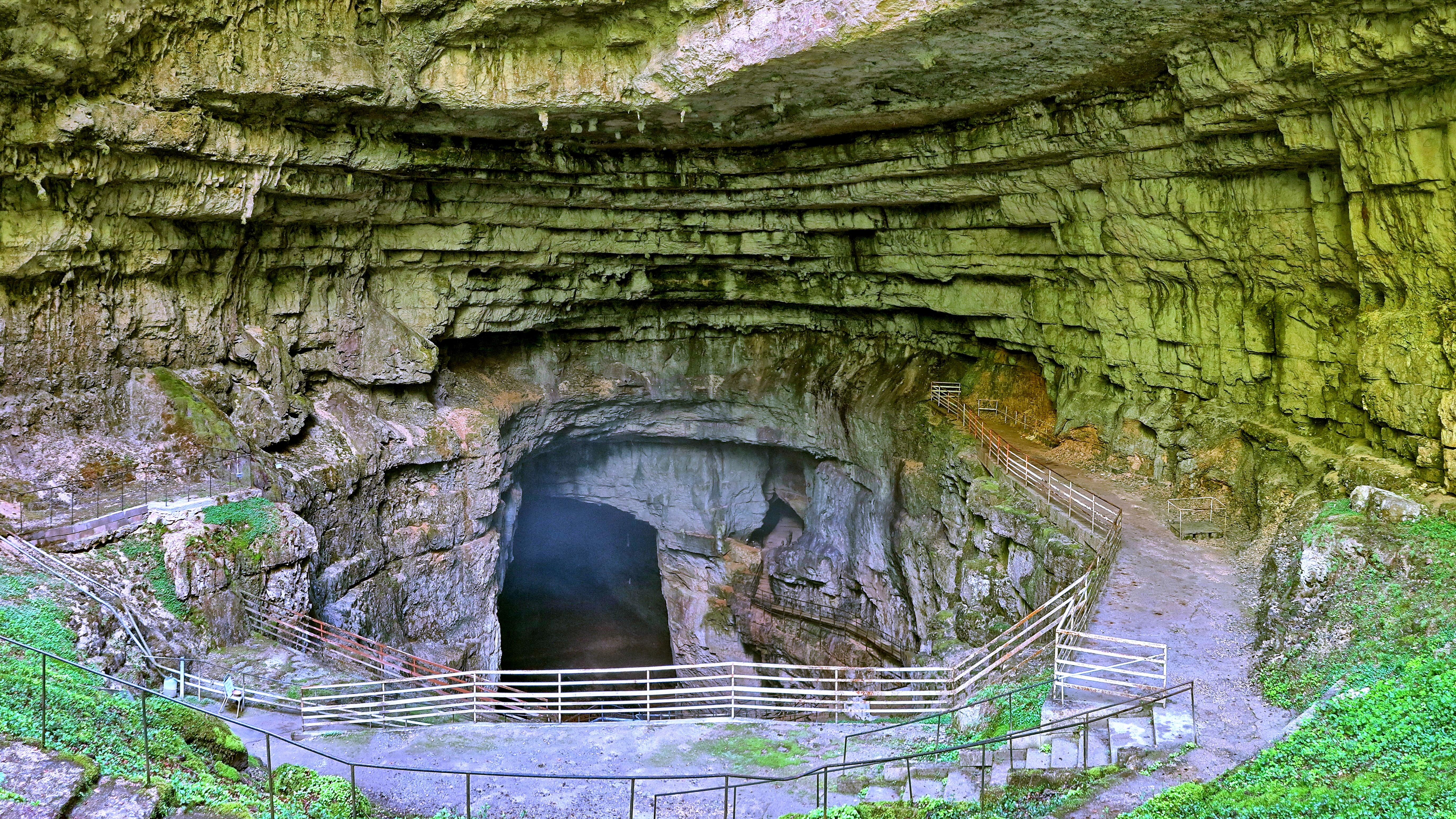
Vue depuis le milieu de la descente.
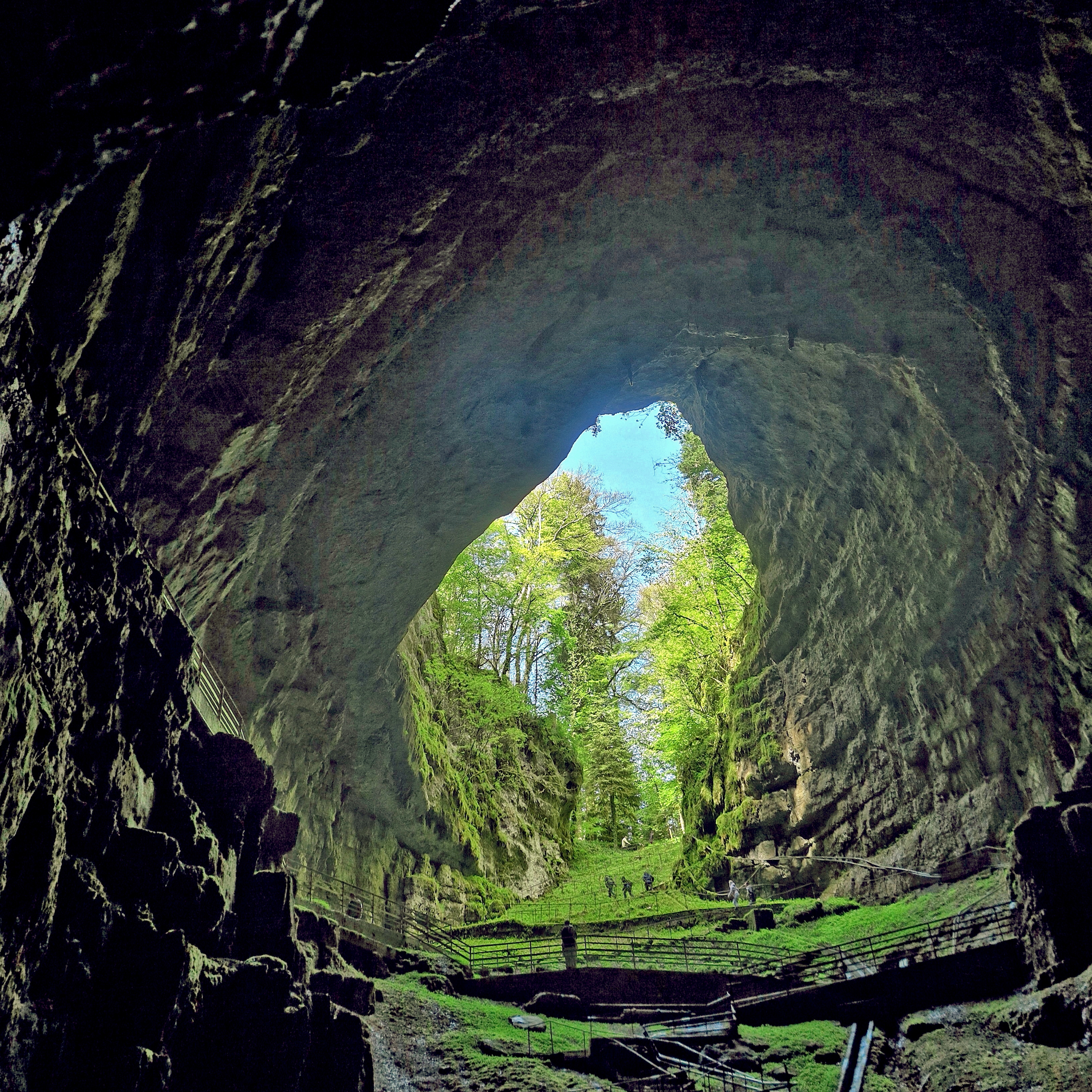
La grotte vue depuis l'intérieur.
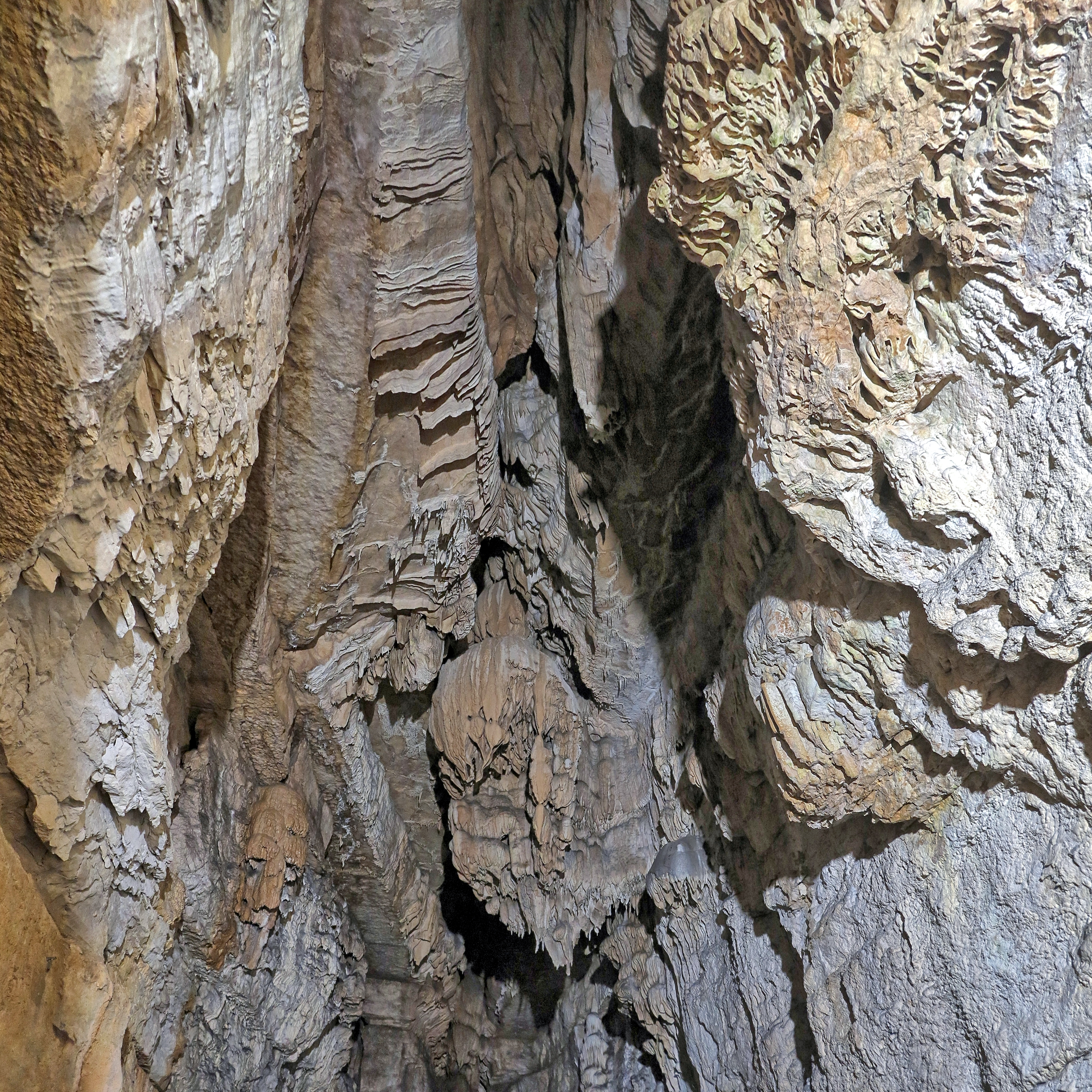
Le plafond de la grotte.

## Protection - Tourisme
La grotte de la Glacière fait partie des sites classés par la DREAL, de caractère artistique, depuis 1912.
La grotte est accessible à la visite grâce à un cheminement aménagé avec de nombreux escaliers sur la pente des éboulis qui descendent vers la salle du fond. L'accès à une grande anfractuosité dans la paroi côté droit permet aussi d'admirer de nombreux fossiles, y compris de dinosaures, mais aussi les stalactites du plafond au-dessus de la salle du fond.